# Lundo (Benjeng)
Lundo is een bestuurslaag in het regentschap Gresik van de provincie Oost-Java, Indonesië. Lundo telt 2472 inwoners (volkstelling 2010).